# Rio Demăcuşa
O Rio Demăcuşa é um rio da Romênia, afluente do Moldoviţa, localizado no distrito de Suceava.